# Звёзды под дождём
«Звёзды под дождём» — повесть Владислава Крапивина, относится к ранним произведениям писателя. Впервые опубликована в 1964 году в журнале «Уральский следопыт», годом позже вошла в одноименный сборник издательства «Детская литература». Впоследствии издавалась в Болгарии, Польше, ГДР, ФРГ и Японии. Критики отмечали романтические мотивы, поэтизацию будничного, идею неодолимости мечты. В повести находили значимую для Крапивина проблему конфликта между детьми и взрослыми, связанного с противопоставлением эмоционального и рационального. 
Действие происходит на улицах города под проливным дождем. Мальчику, чьё имя не называется, пришла в голову идея превращения обычного зонта в маленький планетарий: для этого необходимо сделать в зонте дырки, повторяющие созвездия (Большая Медведица, Кассиопея, Персей и другие). Юный астроном стремится поделиться своим «открытием» с прохожими. После нескольких неудач мальчик встречает близкого по духу человека, который оказывается известным исследователем Антарктиды. Учёный разрешает мальчику разрезать свой зонт.

## Создание и публикации

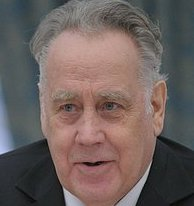
Владислав Крапивин

Повесть относится к ранним произведениям Крапивина. Произведение было написано в 1964 году и опубликовано в журнале «Уральский следопыт» (№ 9) в том же году. Одноимённая книга вышла в сентябре 1965 года в издательстве «Детская литература» (вместе с первой частью повести «Та сторона, где ветер»); по словам биографа А. Щупова, попытка «вторжения» в престижное издательство оказалась успешной: писатель, возможно, случайно встретившись в издательстве с редактором Л. Баруздиной, получил положительный ответ на следующий день.
В 1967 повесть вышла в Болгарии (в книгу также вошла первая часть повести «Та сторона, где ветер»), что стало первым переводом писателя на иностранный язык и первым изданием за рубежом. Повесть издавалась в Польше (1967), ГДР (1971) (представители издательства «Kinderbuchverlag» встретились с Крапивиным в ноябре 1970 года, когда тот был в Веймаре в составе писательской делегации), ФРГ (1973) и Японии (1984).
Писатель, отвечая на вопрос читателя об идее «астрозонта», вспоминал, что прочитал о таком изобретении «очень давно в каком-то детском журнале послевоенных времен». Литературовед Е. Великанова отмечала, что инструкция по изготовлению астрозонта содержалась в «Детской энциклопедии», изданной в 1962 году; в отличие от повести, в ней говорилось о менее деструктивных способах: рисовании мелом и вышивании.

## Сюжет
Идёт дождь. Промокший мальчик, чье имя не называется, садится в трамвай, говоря кондукторше, что едет до цирка. У него нет трёх копеек, и кондукторша, ворча, отрывает ему билет. Мальчик чувствует усталость и обиду: отец выгнал его из дома после ссоры; родственнице отца, строгой Веронике Павловне (женщина находится у них в гостях), вдруг понадобился старый зонт, который мальчик проколол иголками, чтобы сделать звёздную карту. Вероника Павловна назвала его действия «вандализмом».
В трамвае он видит знакомую девочку и рассказывает о своем открытии: можно превратить зонт в маленький планетарий, если сделать дырки, повторяющие созвездия (Медведицу, Кассиопею, Персей и другие). Идея возникла три дня назад, когда он на спор прыгнул с трёхметрового сарая и «поймал солнце» дыркой в зонте. Мальчик всё проверил и высчитал: небо вращается вокруг Полярной звезды и делает полный оборот за сутки; сейчас ему нужен зонт. Девочка даёт мальчику мел, чтобы нарисовать созвездия на зонте, но ей вместе с мамой нужно сходить. Мальчик садится в другой трамвай; на передней скамейке он видит нарядного «красивого» капитана. Суровый военный капитан заявляет, что зонт – это несерьезно; у каждой вещи должна быть задача, а поскольку есть более точные методы, то пользы не будет. Затем мальчик встречает двоих — молодого мужчину в очках («Шахматиста») и рабочего («Мастера»). Разговорчивые  спутники с интересом обсуждают затею, Шахматист говорит, что идея оригинальная, хотя «принцип довольно простой», но их зонт оказывается не чёрным, а коричневым, поэтому нарисовать мелом не получается. Позже мальчик знакомится с малышом, который едет за сметаной; тот сначала пугается, а затем думает, что это новая игра и просит нарисовать звёзды с лучиками. Мальчик рисует ему на зонте большие звёзды (пятиконечные, восьмиконечные и т. д.)
Он долго ждёт на остановке под дождем и в конце концов знакомится с девушкой и мужчиной, который оказывается её отцом. Они хотят дать мальчику зонт, чтобы тот укрылся от дождя (мальчик отказывается), и сразу понимают, что он хочет сделать. По совету мужчины мальчик делает проколы, так как мел сотрётся и не будет видно против света. Мужчина объясняет мальчику, что положение звёзд зависит не только от времени суток, но и от времени года, а в том месте, куда он едет, не будет Полярной звезды. Мальчик знает его фамилию, она ассоциируется с Антарктидой, «с книгами о дальних архипелагах, с... названиями морских ветров, с загадками звёзд и Земли». Мальчик называет его капитаном; мужчина отвечает, что он «в своём деле — капитан» и что он возьмёт с собой зонт, чтобы тот напоминал о «наших северных созвездиях». Капитан обещает привезти мальчику настоящий антарктический камень. Девушка отдаёт мальчику второй зонт; мальчик говорит Капитану, что его зовут Славка. Капитан с дочерью уезжают на трамвае, Славка шагает домой «по блестящему асфальту», смеётся и ловит «звёздные капли губами».

## Анализ и оценки
Литературный критик И. Мотяшов полагал, что писатель отстаивает «необоримость мечты». Мечта мальчика настолько сильна, что он не сдаётся и надеется на успех после того, как несколько человек, намеренно или без умысла, подвергают её испытаниям. По мнению Мотяшова, отсутствие пользы, декларируемое военным капитаном, очевидно и читателям, и самому Славке. Тем не менее симпатии читателей на стороне мальчика, который привносит в мир мечту, красоту и созидание. В ребёнке, по выражению критика, «очень сильна неиспорченная обстоятельствами бытия истинная природа человека» (хотя таковыми могут быть не только дети). Мотяшов характеризовал военного капитана как «механического робота», духовно опустошённого по собственной вине; такой подход к жизни исключает случайности или «нелепые выдумки» и ограничивается научной картиной мира. Критик счёл, что при внимании автора к напряжённому «внутреннему» действию, наличии глубокого смысла, произведению (как и повести «Брат, которому семь») недостаёт важного для детской книги «внешнего» действия. Критик Л. Белая полагала, что «открытие», сделанное «влюбленным с небо и звёзды» мальчиком, всё же ведёт к настоящим открытиям, к пониманию того, что звёзды мало кому интересны. Критик сопоставила произведение с другой повестью Крапивина «Та сторона, где ветер» и усмотрела сходство в романтических мотивах, а также в описании конфликта между двумя мирами — детей и взрослых: мальчик не находит понимания даже среди близких и не принимает Веронику Павловну, которая считает, что у него «всё не как у людей»; Крапивин, по мнению Белой, выступает против «тупых, жадных обывателей», которым безразлична мечта. Тема конфликта присутствует на заднем плане и связана с детской беззащитностью, которая обусловлена зависимостью ребёнка от взрослых.  
Литературный критик Б. Бегак посчитал важным стремление автора, понимающего, что такое мечта, рассказать о ней и детям, и взрослым. Бегак цитировал обращение Крапивина к читателям: существуют мечтатели, которые «любят звёзды, и ветер, и весь мир с громадными горами, океанами и тайнами, и высоту, в которую обязательно надо подняться». Как писал Бегак, обиженный маленький астроном в проливной дождь остаётся один на один со своей мечтой, ищет того, кому можно было бы о ней рассказать, и в конце концов встречает близкого по духу человека. По мнению критика, повесть близка гайдаровской «Голубой чашке», где имеется похожий сюжет и где тоже нет значительных событий (хотя с точки зрения смысла рассказ значимый). Публицист В. Мотяшов посчитал повесть «сложной, психологической, умной» и допустил мнение, что произведение не для детей. С точки зрения критика, Славка и «красивый» капитан являются антагонистами, воплощающими разные мировоззрения: рационализм и полезность, свойственные мышлению взрослых, и «инстинктивное чувство правды», присущее ребёнку. Мотяшов рассмотрел то, как открытие восприняли люди (дети и взрослые), с которыми мальчик делился своей идеей: Вероника Павловна, мать, девочка, Шахматист, Мастер, малыш, мужчина с дочерью. Критик сделал вывод, что открытие «безусловно и безоговорочно» признают дети, в том время как взрослые исходят из полезности той или иной вещи. Исключением стали два человека, мужчина и его дочь, которые сберегли в себе «детскую непосредственность» миропонимания, то есть готовность к восприятию нового, новых открытий. Мотяшов, отвечая на возможный вопрос с позиций «красивого» капитана о том, есть ли польза для детей от такой «сложной» повести (которую они могут не понять), отметил, что «пафос, мысль, чувство» не менее важны для детского читателя, чем занимательность, увлекательный сюжет.   
Литературный критик Н. Кузин отметил «поэтизацию будничного» в детском восприятии мира, своеобразную «„визуальную” поэзию жизни»: с высоты сарая большие облака напоминают мальчику жёлтые аэростаты, двор — поверхность планеты, наблюдаемой из космоса, «островки пыльной травы» — зеленый архипелаг, а бочка с дождевой водой — круглое озеро. Кузин усмотрел в негативной портретной характеристике военного капитана (когда тот «допрашивает» мальчика) частое у Крапивина авторское вмешательство в восприятие своих героев, однако в данном случае оно непосредственно связано с душевным состоянием ребёнка и, возможно, совпадает с его ощущениями; по мнению Кузина, автор выразил свою оценку тонко и без дидактизма. 
Литературный критик А. Петухова, критически рассматривая нечастое появление или отсутствие взрослых в произведениях Крапивина, посчитала запоминающимся образ капитана, который помогает мальчику выполнить задуманное. В то же время критик отметила, что запоминается скорее его «сумасбродное и инфантильное» поведение, а не характер, хотя соглашалась с тем, что ребёнком оно будет воспринято положительно (учитывая воспитательные меры со стороны его родителей); по замечанию критика, речь идёт об порче вещи, созданной трудом. Петухова предположила, что подобный энтузиазм в отношении детских фантазий связан с попыткой автора «приладить, приспособить мир взрослых к миру детей», которые в реальности друг с другом не сочетаются. Литературовед Е. Великанова, полемизируя с реалистической точкой зрения Петуховой, утверждала, что такой подход упускает из вида «игру-в-вечное»: особый вид игры в произведениях Крапивина, в которой происходящее принимает космический масштаб. По мнению исследователя, детская «игра-в-вечное» (или «игра-миф») нацелена на «сверхреальное», на высшие миры; поэтому карта звёздного неба указывает на осмысление «основ бытия», что, в свою очередь, открывает героям будущее.
Крапивин относил повесть к числу «школьных» (нефантастических). На 2009 год повесть включалась в список рекомендованных произведений для внеклассного чтения в 6 классе (учебное пособие издательства «Просвещение»). 

### Анализ Ю. Аникиной
Литературовед Ю. Аникина рассмотрела повесть с точки зрения значимой в творчестве Крапивина проблемы конфликта между детьми и взрослыми, связанного с противопоставлением эмоционального и рационального. Родители мальчика не относятся к нему как к индивидуальности, личности и отказывают ему в праве на мнение. Отец настаивает на «беспрекословном послушании», а мать всего лишь пытается смягчить ситуацию. В то же время, согласно Аникиной, мальчик романтически воспринимает мир и испытывает «тягу к совершению новых открытий»; ему требуются «атмосфера любви и признание» собственной личности. В описании того, как подросток стремится рассказать о своем открытии и наталкивается на безразличие взрослых, Аникина усматривала обобщённое изображение детства, связанное с разным представлением о личности у детей и взрослых.  
По мнению Аникиной, отношение взрослых, которые не понимают «непосредственность, эмоциональную искренность…любознательность» ребёнка, провоцирует внешний конфликт. Отец кричит на сына, когда тот спрашивает, зачем Веронике Павловне «большие цыганские серьги»; в другой раз, когда сын отвечает вопросом «зачем» на вопрос, почему он не разговаривает Вероникой Павловной, отец запрещает рассуждать и грозится «взяться за него». Кульминацией конфликта Аникина считала историю с проколом зонта, что взрослые посчитали порчей имущества, в результате чего отец выгнал сына из дома. Как отмечала исследователь, внешний конфликт порождает внутренний: эмоциональная реакция в виде агрессии «направлена на самого себя», мальчик оказывается в суицидальном состоянии. Он безуспешно пытается заслужить признание окружающих, которые, по словам Аникиной, считают его фантазию совершенно бесполезной с практической точки зрения (первый капитан, Мастер, Шахматист).
Согласно Аникиной, и внешний, и внутренний конфликты неожиданно разрешаются благодаря знакомству с Капитаном, уезжающим в Антарктиду. Разрешение внутреннего конфликта происходит через эмоциональный шок, что способствует преобразованию «внешнего конфликта из деструктивного в конструктивный». Аникина относила образ Капитана к крапивинским персонажам-взрослым, которые несут в себе «первозданную чистоту» мировосприятия (подобно Юле из «Оранжевого портрета с крапинками» и Яру из «Голубятни на жёлтой поляне»). Капитан, «выдающийся учёный и путешественник», тепло общается с ребёнком, с чем тот ранее не сталкивался; его неоспоримый авторитет помогает мальчику обрести признание и субъектность, почувствовать «уверенность в собственных силах». Как заключала Аникина, писатель показывает внутреннее превращение ребёнка, изменение в его мировосприятии: «угрюмый безымянный» мальчик становится смеющимся Славкой. По замечанию Аникиной, его личностная идентификация символически выражается и в том, что он впервые произносит своё имя; автор намеренно не раскрывает имя героя на протяжении почти всей повести, не соотнося его с конкретной личностью.

## Издания

### Журнальные публикации
- Крапивин В. Звёзды под дождём // Уральский следопыт. — Свердловск, 1964. — № 9. — С. 33—47. — Илл. Ю. Ефимова. — 110 000 экз.

### Книжные издания
- Крапивин В. Звёзды под дождём // Звёзды под дождём. — М. : Детская литература, 1965. — С. 129—175. — Илл. В. Петровой и Л. Петрова. — 100 000 экз.
- Крапивин В. Звёзды под дождём. — М. : Детская литература, 1967. — 64 с. — (Школьная библиотека для нерусских школ). — Илл. В. Петровой и Л. Петрова. — 150 000 экз.
- Крапивин В. Звёзды под дождём // Звёзды под дождём. — Петрозаводск : Карельское книжное издательство, 1968. — С. 178—242. — Илл. В. Петровой и Л. Петрова. — 120 000 экз.
- Крапивин В. Звёзды под дождём // Баркентина с именем звезды. — Пермь : Пермское книжное издательство, 1972. — С. 73—107. — Авторский сборник. Илл. О. Коровина. — 50 000 экз.
- Крапивин В. Звёзды под дождём // Трое с площади Карронад. — Свердловск : Средне-Уральское кн. изд-во, 1981. — С. 250—283. — Илл. Е. Медведева. — 75 000 экз.
- Крапивин В. Звёзды под дождём // Собрание сочинений. Книга 25. Белый щенок ищет хозяина. — М. : Центрполиграф, 2001. — С. 256—295. — (Владислав Крапивин. Собрание сочинение в 30 томах). — Илл. Е. Пинаева. — 10 000 экз. — ISBN 5-227-01332-2.
- Крапивин В. Звёзды под дождём // Звезды под дождем. — М. : Эксмо, 2005. — С. 5—40. — (Владислав Крапивин). — Илл. на обложке В. Савватеева. — 5000+8000 экз. — ISBN 5-699-13778-7.
- Крапивин В. Звёзды под дождём // Штурман Коноплёв. — М. : Издательский Дом Мещерякова, 2015. — С. 185—221. — (БИСС. Крапивин). — Илл. Е. Медведева. — 5000 экз. — ISBN 978-5-91045-734-2.

### Издания на иностранных языках
- Krapivins V. Zvaigznes lietū :  [латыш.] // Zvaigznes lietū. — Rīga : Liesma, 1969. — 144 с. — Zvaigznes lietū; Pret vēju. Пер. V. Kaņepe, R. Frankenšteini. — 15 000 экз.

### Зарубежные издания
- Крапивин В. Звезди под дъжда :  [болг.] // Звезди под дъжда: Две повести. — София : Народна Младеж, 1967. — 176 с. — Прев. от рус. Г. Балючева, худ. М. Йовчева. — 13 100 экз.
- Krapiwin W. Gwifzdy pod deszczem :  [польск.]. — Warszawa : Nasza Księgarnia, 1967. — 52 с. — Пер. J. Pański, худ. B. Wróblewski.
- Krapiwin W. Sterne unterm Regen :  [нем.] // Sterne unterm Regen. — Berlin : Kinderbuchverlag der DDR, 1971. — 224 с. — Пер. K. Alexander, худ. K. H. Аppelmann.
- Krapiwin W. Sterne unterm Regen :  [нем.] // Die zerplatzte Riesenmelone. — Würzburg : Arena, 1973. — Пер. K. Alexander, L. Remane, худ. Г. Ленц.
- Крапивин В. Звёзды под дождём :  [яп.] // Та сторона, где ветер. Звёзды под дождём. — Токио : Ринонся, 1984年. — 238 с. — (Избранные произведения для подростков). — Пер. Ацуко Охаси, худ. В. и Л. Петровы.